# Gritzer Alm
Die Gritzer Alm ist eine Alm in der Lasörlinggruppe am Gritzer Almbach in der Fraktion Gritzen der Gemeinde St. Veit in Defereggen.

## Lage
Die Gritzer Alm liegt linksseitig bzw. östlich des Gritzer Almbachs in dessen Talschluss, der von Gritzer Hörndle, Wohl und Gritzer Riegel umrahmt wird. Die Alm besteht aus sechs größeren Almhütten, die entlang eines Fahrwegs liegen, der die Gritzer Alm mit der Streusiedlung Oberholz verbindet. Das Gebiet der Gritzer Alm umfasst historisch etwa die Einzugsgebiete von Gritzer Almbach und Froditzbach, reicht also im Westen bis zur Gemeindegrenze mit St. Jakob in Defereggen und im Osten von etwas östlich des Gosingkopfs ins Tal.

## Geschichte
Im Franziszeischen Kataster sind für die Mitte des 19. Jahrhunderts rund ein Dutzend Almhütten für die Gritzer Alm verzeichnet. Die Hütten rund um den Froditzbach dürften zu dieser Zeit noch nicht bestanden haben. Mitte des 20. Jahrhunderts existierten jedoch zahlreiche Hütten in diesem Gebiet. Es bestanden Almhütten In der Grube, östlich des Gasser Hörndle bzw. nördlich der Lusn Höhe (Lusn Alm), im Talschluss des Froditzbach (Froditzalm) sowie am Südabhang des Gritzer Hörndle (Seitenegge). Die meisten der Almhütten sind mittlerweile verfallen. Von den Almhütten westlich des Froditzbaches existiert nur noch die Froditzen-Mesner Alm, die mit einer Materialseilbahn mit einigen verbliebenen Hütten auf der Seitenegge verbunden ist. Östlich der Seitenegge bestehen verstreut noch die Mastkofelalm und die Weibisalm. Von den Almhütten in der Grube, der Lusn Alm und der Froditzalm bestehen hingegen nur mehr die verfallenen Reste. 
Um 1928 bestand die Gritzer Alm noch aus neun kleinen Hütten mit offenem Feuer, Petroleumlicht und fensterlosen Ställen. Acht Bauern aus St. Veit besaßen die Weiderechte auf der Gritzer Alm, wobei die Mahdarbeiten auf der rund 320 Hektar großen Alm im Sommer sieben Wochen andauerten. 

## Aufstiegsmöglichkeiten
Der schnellste Weg auf die Gritzer Alm führt von der Hofstelle Prozent, die zu St. Veit Dorf gehört, zunächst am Gsaritzerbach entlang durch den bewaldeten Südabhang des Gritzer Riegels. Bald zweigt der Aufstieg jedoch nach Westen ab und führt teilweise über den Fahrweg zur Gritzer Alm. Eine weitere Möglichkeit bietet sich von Gassen oder Stemmering an. Hier führt der Weg nach Westen auf die Seitenegge und danach wieder nach Osten zur Gritzer Alm. 